# Групне норме
Групне норме су образац понашања чланова неке групе, који служи као стандард за оцењивање понашања чланова и чије кршење подлеже санкцијама. Групне норме могу настати спонтано али могу бити и тачно прописане и донете уредбом. Њихова главна улога је да регулишу понашање чланова групе како би што ефикасније остварили групни циљ и, истовремено, одржали и учврстили интегритет групе.